# Набрань
Набрань (азерб. Nabran, лезг. Набран) — село в Хачмазском районе Азербайджана.

## География
Населённый пункт расположен в 18 км от города Худат, на берегу Каспийского моря. Вся прибрежная часть вокруг Набрани является зоной отдыха. Набрань богата запасами подземных вод, обогащённых сероводородом.

## История
Село было основано русскими поселенцами в 1909 году в Кубинском уезде Бакинской губернии.
Предположительно название «Набрань» возникло от русского слова «набирать», набирали людей для ловли осетровых рыб к царскому столу. Вынужденных рыбаков поселяли в поселке с одноимённым названием. В селе вели рыбный промысел до 70-х годов XX века.

## Население
Согласно сведениям «Кавказского календаря» на 1857 год в Набрани (в источнике Набраль) Мюшкурского магала проживали «татары»-сунниты (азербайджанцы-сунниты) и евреи, а местными языками являлись «татарский» (азербайджанский) и татский. По данным списков населённых мест Бакинской губернии от 1870 года, составленных по сведениям камерального описания губернии с 1859 по 1864 год, в Набрани имелось 7 дворов и 26 жителей, которые были «татарами»-суннитами (азербайджанцами-суннитами).
Материалы посемейных списков на 1886 год показывают в Набрани 15 человек жителей (4 дыма), с жителями «татарами» (азербайджанцами) — суннитами.
По данным Азербайджанской сельскохозяйственной переписи 1921 года в селении Набрань имелось 34 двора и 105 человек населения, преимущественно молокане, само население состояло из 49 мужчин и 56 женщин.
По материалам издания «Административное деление АССР», подготовленного в 1933 году Управлением народно-хозяйственного учёта АССР (АзНХУ), по состоянию на 1 января 1933 года в Набрани входившем в состав Кусарчайского сельсовета Хачмазского района Азербайджанской ССР проживало 18 человек (8 хозяйств), 10 мужчин и 8 женщин. В этих же материалах отмечалось, что весь сельсовет куда входило село Набрань, на 58,9 % состоял из тюрков (азербайджанцев).
В селении проживают в основном азербайджанцы и лезгины.

## Достопримечательности
В Набране расположены различные турбазы, лагеря, пансионаты, дома отдыха и частные дачи.
Поселок расположен в уникальном месте — непосредственно к морю в некоторых местах подходит реликтовый лес, представленный преимущественно вязами и буками. Часто попадаются дубы-эндемики. Животный мир леса разнообразен: еноты, кабаны, в предгорьях — олени, совы, дятлы, сойки, кукушки.
Пляж от деревни отделяет полоса болот, образованных бьющими из-под земли родниками. Болота заселены рыбой, водными черепахами, попадаются зайцы.

## Галерея

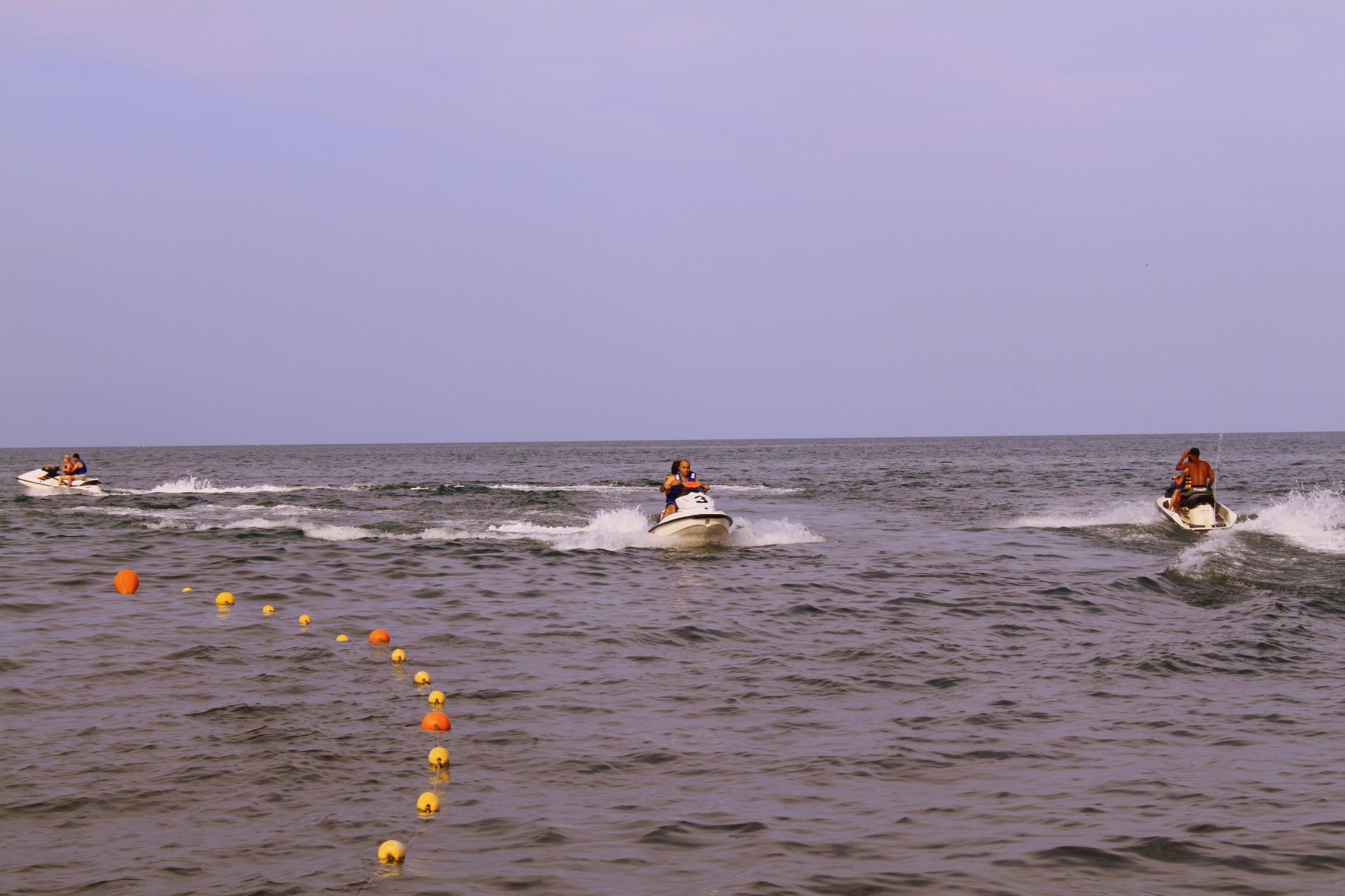
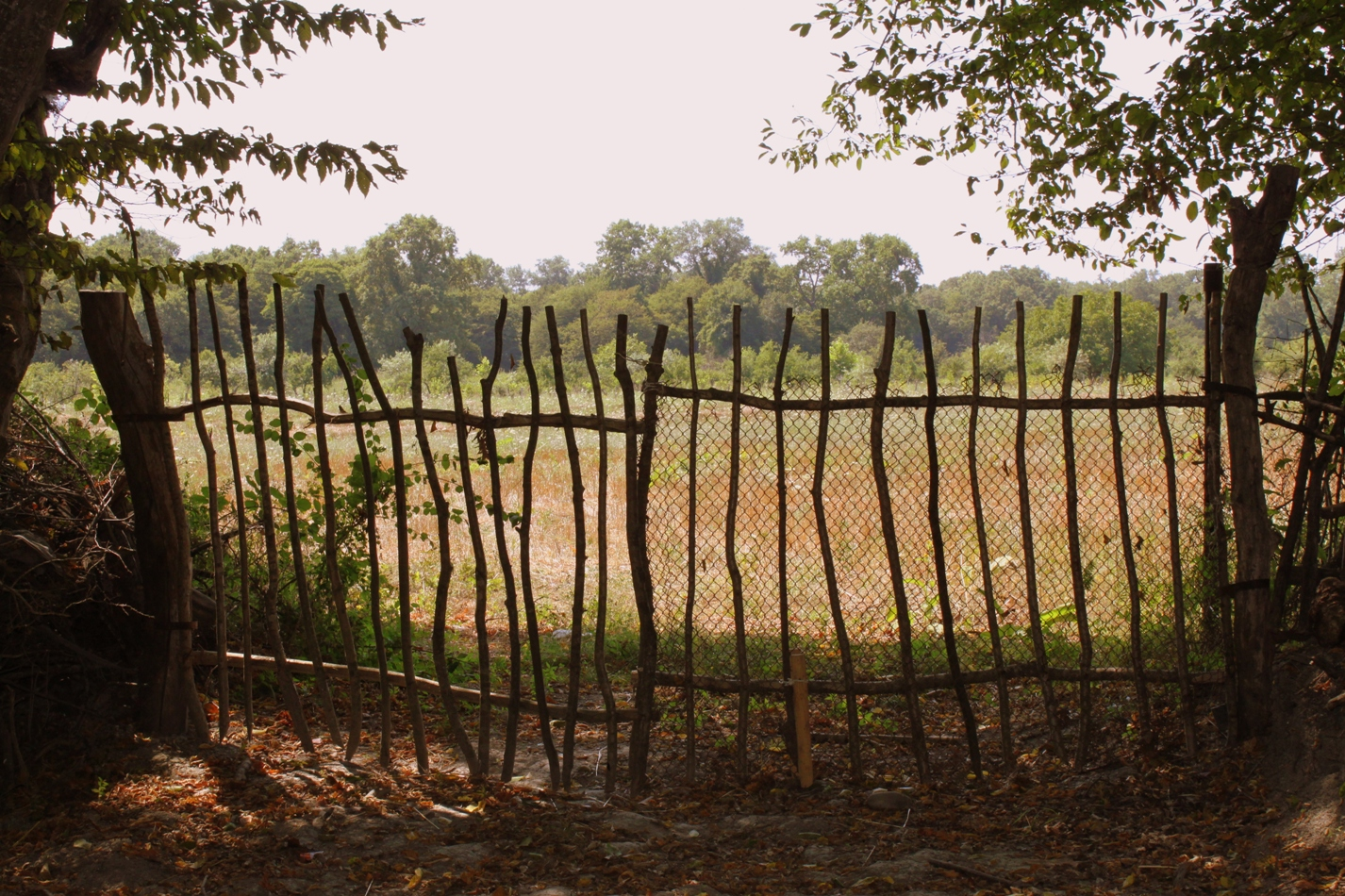
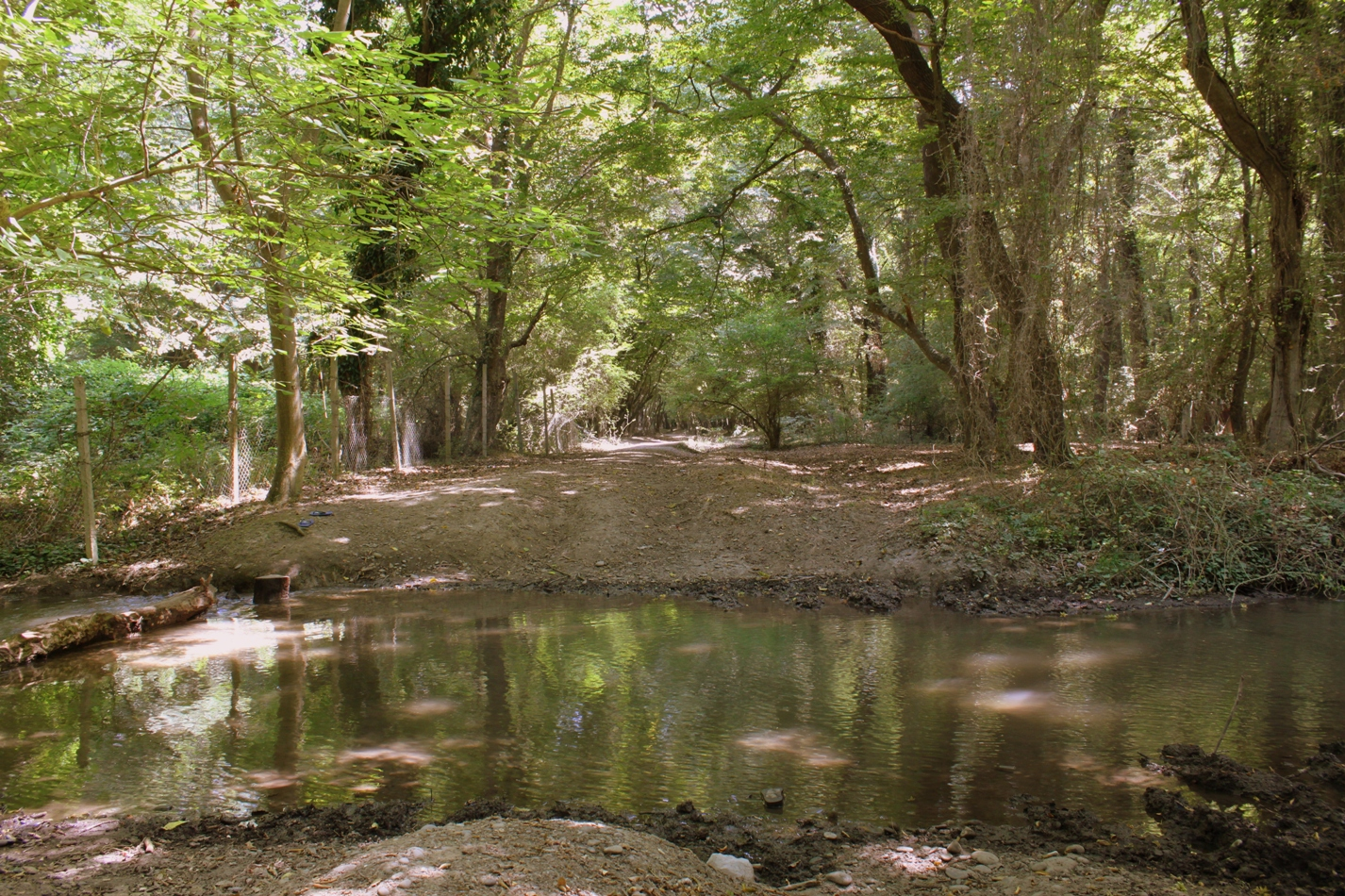
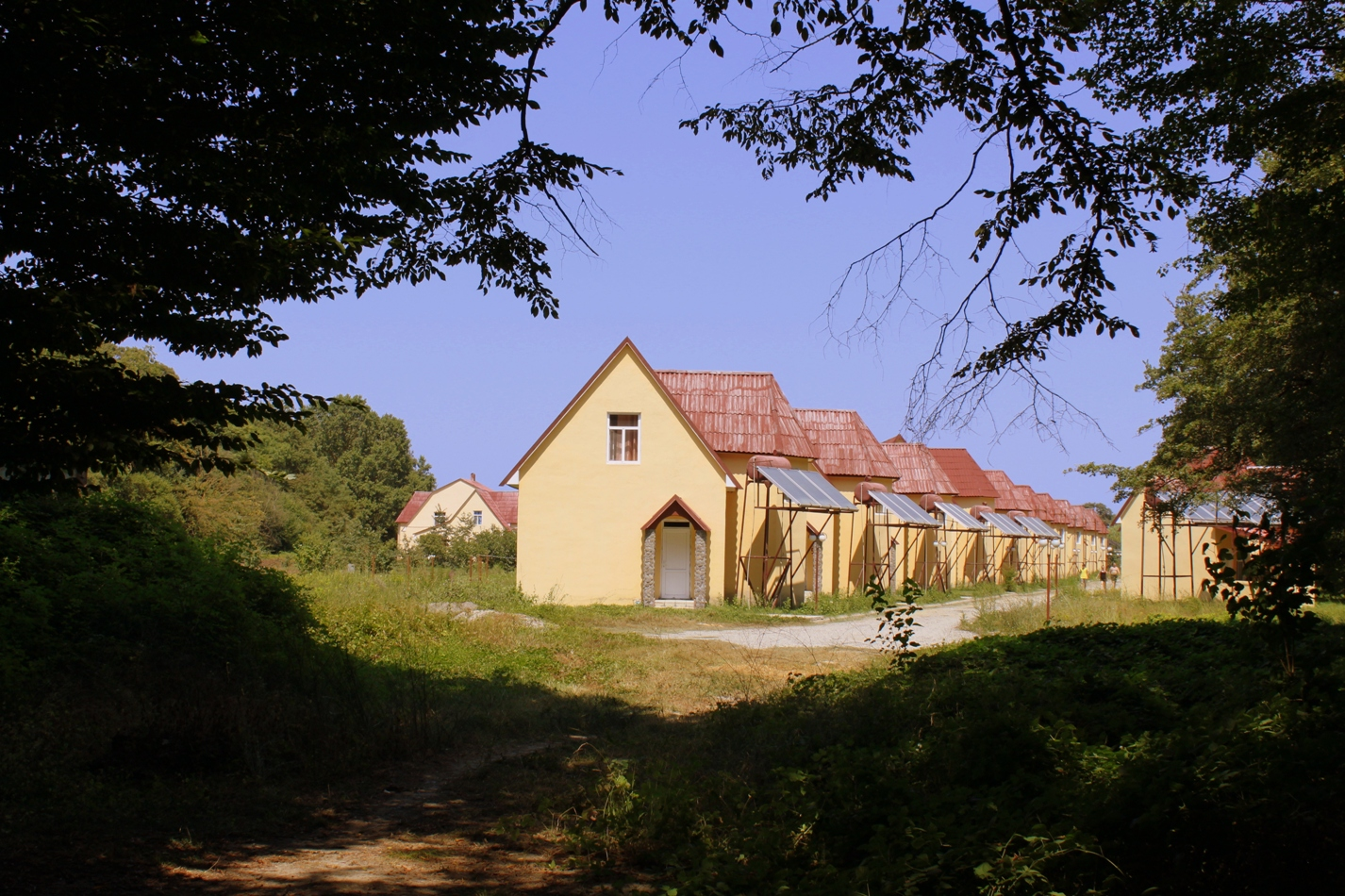
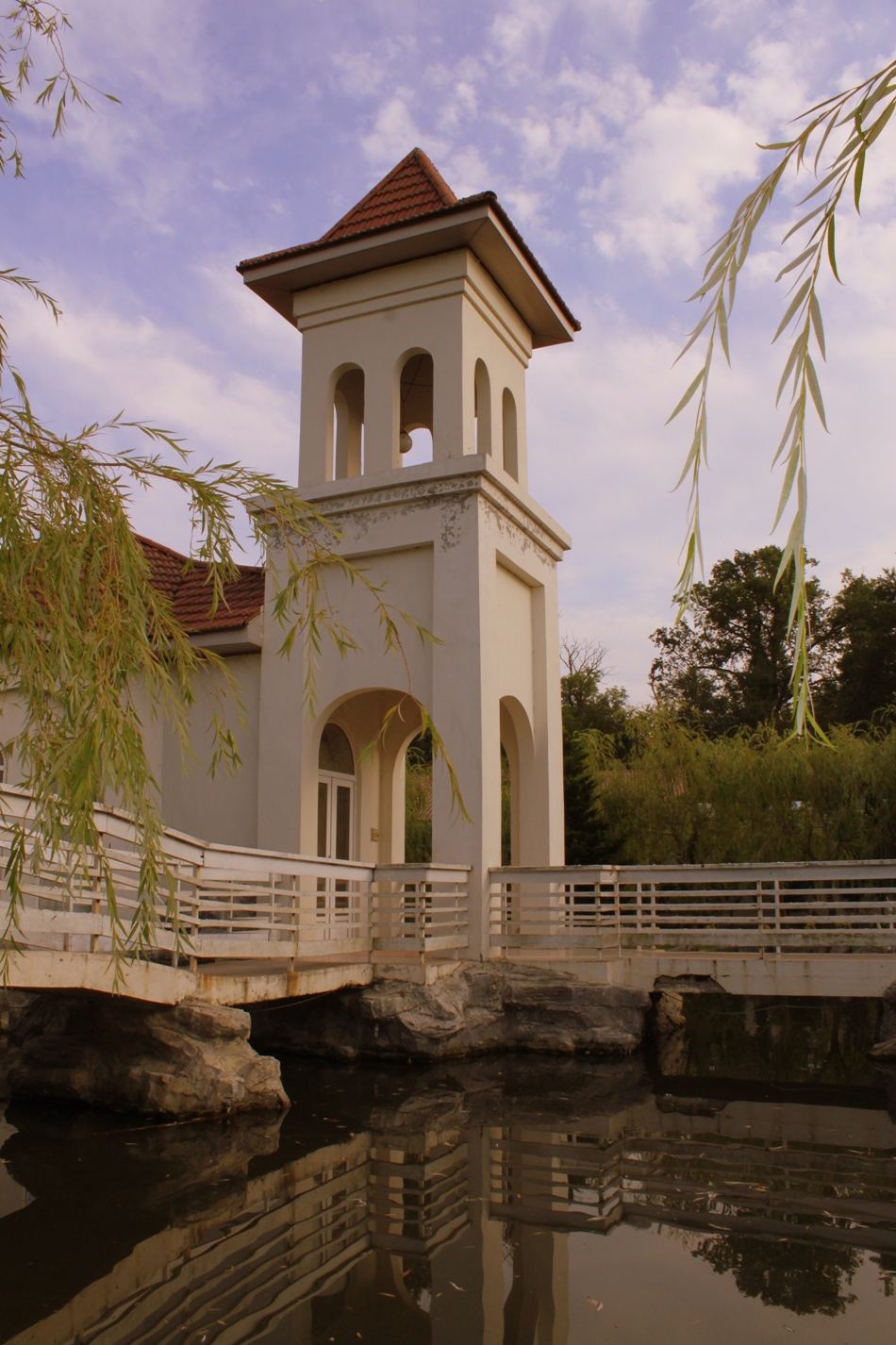
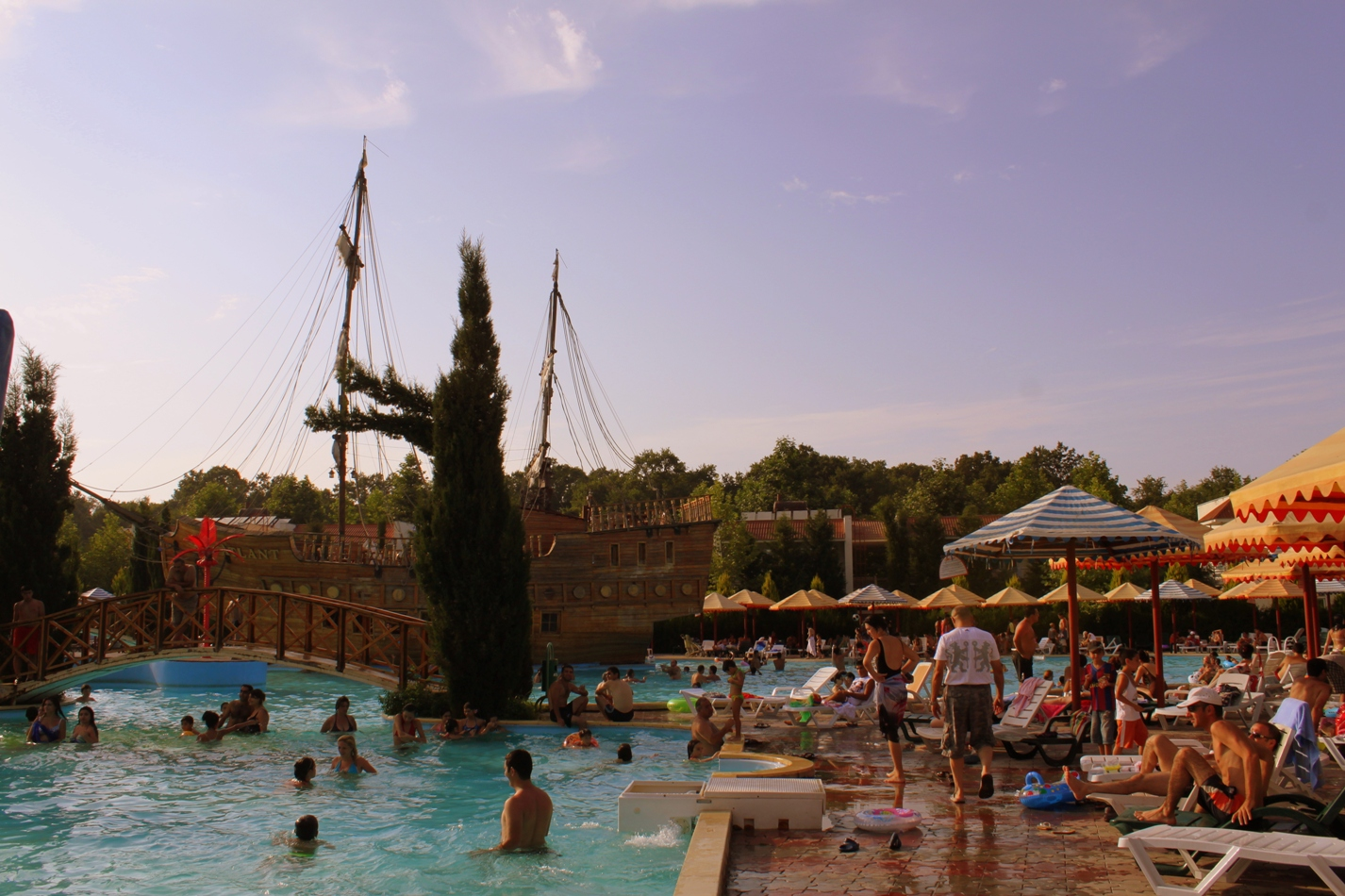
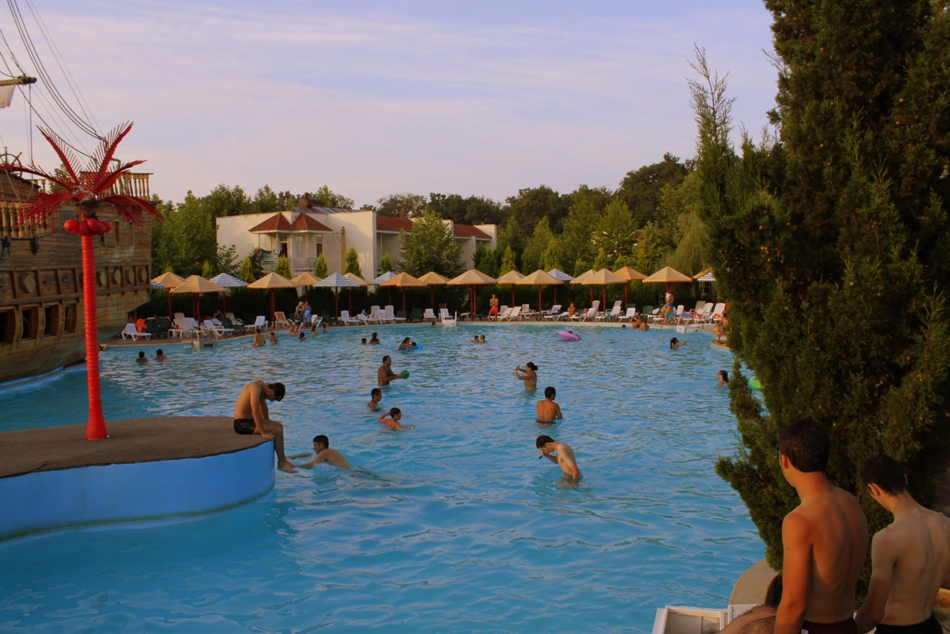
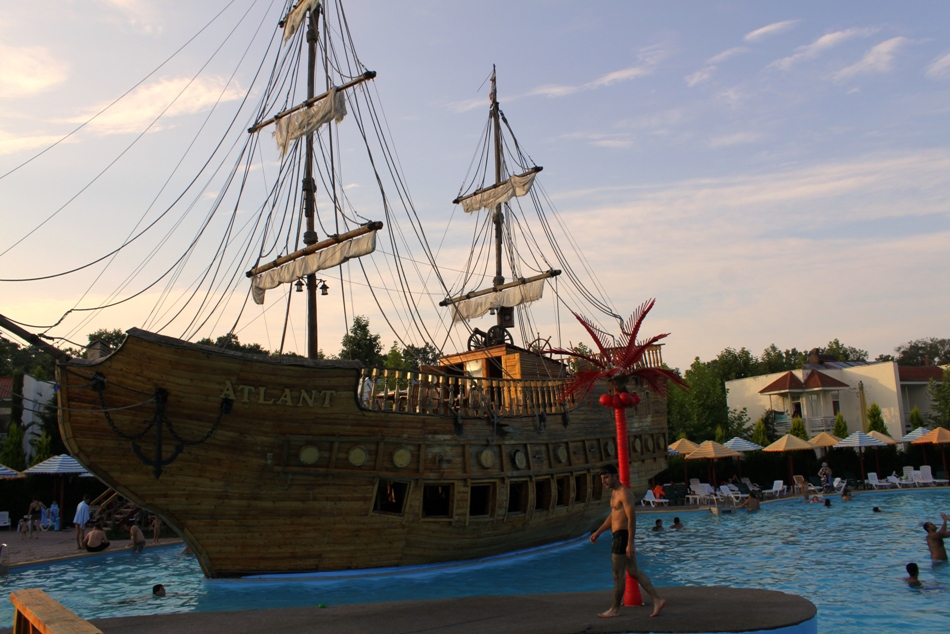
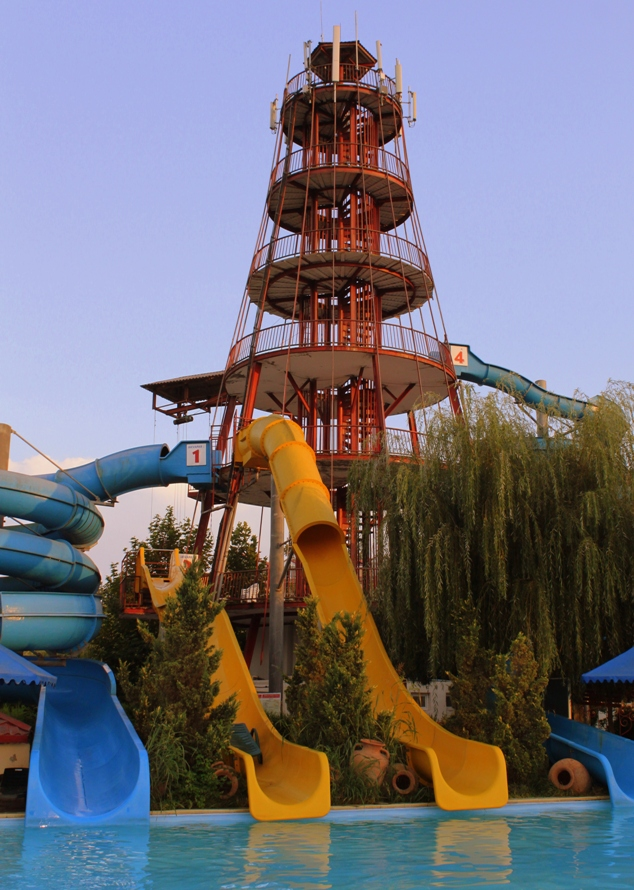
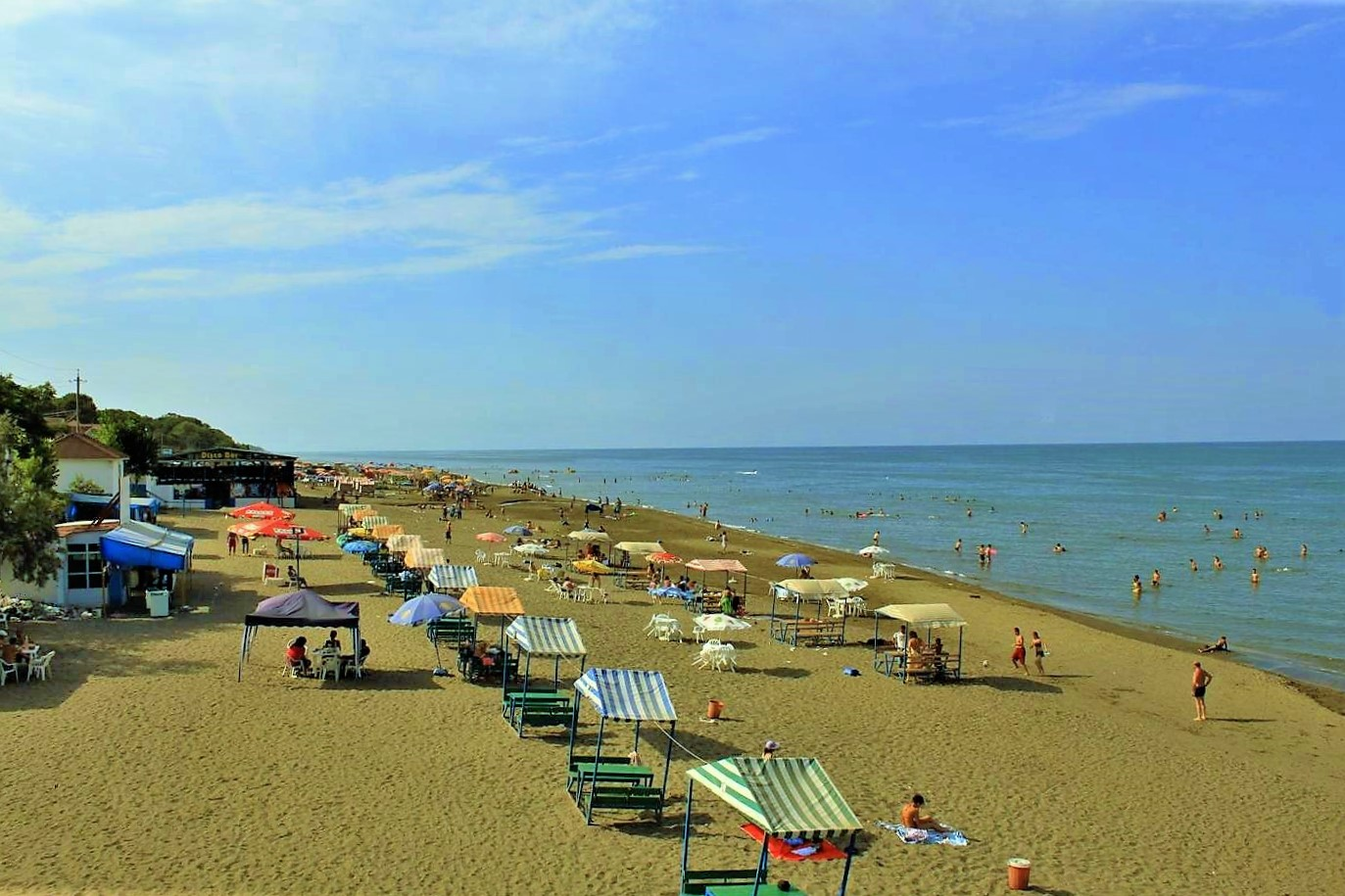

## Официальный сайт
- Отели курортной зоны Набрань продажа земельных участков.